# Стефан I Черноевич
Стефан I Черноевич (серб. Стефан Црнојевић; ум. 1465) — господарь Зеты из династии Черноевичей (1451—1465).
До 1441 года Стефан Черноевич одним из многих правителей в княжестве Зета, которое тогда входило в состав Сербского деспотата. Вначале Стефан Черноевич признал себя вассалом воеводы Боснии Стефана Косача, а в 1444 году принял сюзеренитет Венецианской республики. В марте 1444 года Стефан Черноевич с сыновьями вошел в состав Лежской лиги, созданной албанскими феодалами во главе со Скандербегом. В 1448 году Георгий Черноевич признал власть сербского деспота Георгия Бранковича (1427—1456).

## Ранняя жизнь и семья
Третий сын Георгия Черноевича, главы приморского племени Паштровичи. Его матерью была дочь албанского феодала Коджи Захарии. Стефан имел трёх братьев. Самые ранние документы упоминают о нём с 1426 года. Стефан Черноевич был прозван «Стефаницей».
Стефан Черноевич был женат на Мамике (Марии) Кастриоти, сестре албанского полководца Георгия Кастриоти (Скандербега), главы княжества Кастриоти. От неё у Стефана было три сына: Иван, Андрей и Божидар.

## Вассальная зависимость

Владения рода Черноевичей

Стефан Черноевич был одним из многих мелких правителей в Зете, признававших верховную власть деспотов Сербии. В отличие от соседей и родственников, которых удовлетворяло сложившееся положение дел, Стефан стремился к самостоятельности. Когда турки-османы напали Сербскую деспотовину в 1439 году деспот Георгий Бранкович прибыл из Дубровника в Зету, чтобы организовать сопротивление и восстановить свой контроль над оккупированными сербскими землями. Попытка Стефана Бранковича закончилась безрезультатно, двое его сыновей были ослеплены по приказу султана Мурада II. После отъезда деспота в Венгрию Стефан Черноевич присоединился к восстанию боснийского правителя Стефана Вукчича Косачи. Черноевичу удалось захватить пять деревень, две из которых он оставил себе, а три передал братьям.
Стефан Черноевич был женат на старшей дочери албанского князя Гьона Кастриоти — Марии Кастриоти, также называемой Мамика. В ноябре 1443 года Георгий Кастриоти (Скандербег), сын Ньона и брат Мамики, поднял восстание в Албании против османского владычества. Согласно истории Черногории митрополита Василия III Петровича, Стефан Черноевич отправил военный отряд под командование Божидара на помощь Скандербега в борьбе против турок-османов, но Лека Дукаджини и род Захария устроили засаду и перебили черногорцев.

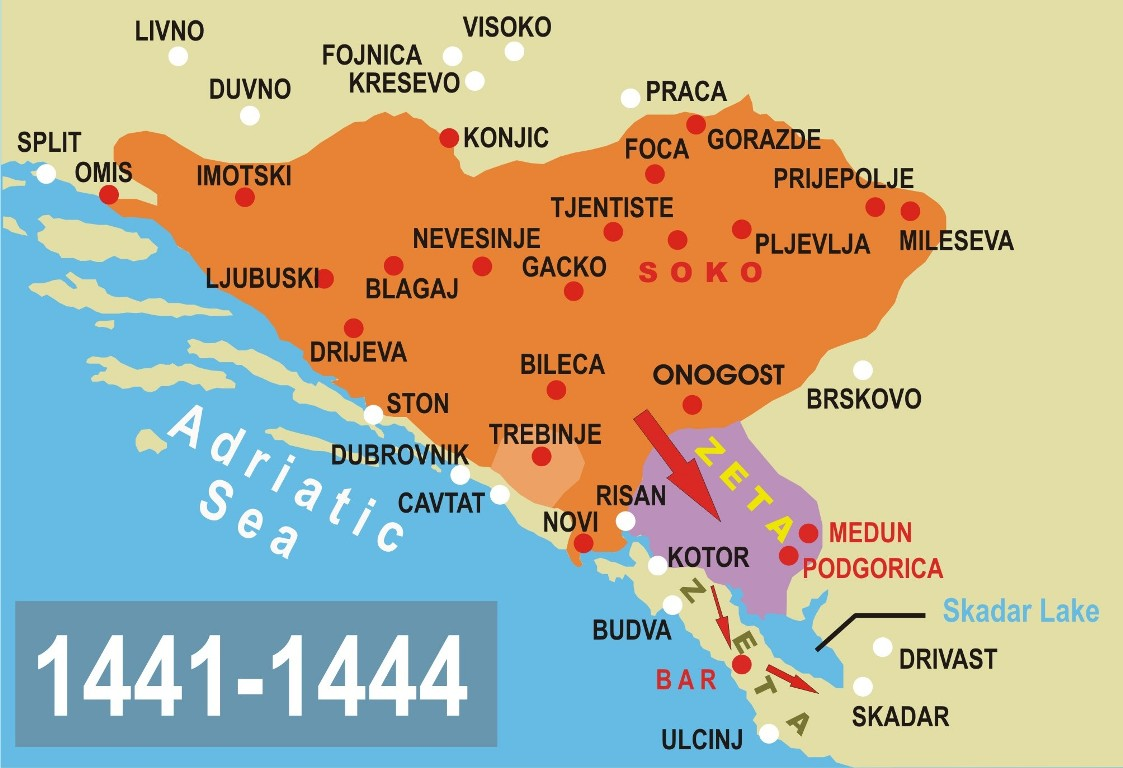
Война в Зете (1441—1444)

2 марта 1444 года Стефан Черноевич и его сыновья вошли в состав так называемой Лежской лиги, созданной албанскими феодалами под руководством Скандербега. В 1448 году после возвращения в Сербию деспота Георгия Бранковича Стефан Черноевич признал его верховную власть. Черноевич вместе со Скандербегом и Георгием Бранковичем напал на венецианские города Бар и Улцинь. Венецианцы не хотели воевать с Сербским деспотатом и хотели рассорить Бранковича и Скандербега. В июле 1448 года венецианский губернатор Бара разбил в битве войско Стефана Бранковича, частью которого командовал Стефан Черноевич.

## Правитель Зеты

Осада Стефана Бранковичем венецианской крепости Бар в 1448 году

В 1451 году после смерти старшего брата Гойчина Черноевича под власть Стефана перешли все владения Черноевичей. В 1452 году Стефан Черноевич был вынужден стать вассалом Венецианской республики. В 1455 году турки-османы вторглись в Сербию и захватили территорию к югу от Западной Моравы, тем самым отрезав Зету от центра Сербской деспотии.
Дальнейшее правление Стефана Черноевича прошло мирно, без внешнего вмешательства. С этого времени Зету всё чаще стали называть Черногорией по имени правящей династии.
В 1465 году после смерти Стефана Черноевича господарем княжества Зета стал его старший сын Иван I Черноевич (1465—1490).